# Kabupaten d'Aceh du Sud
Le kabupaten d'Aceh du Sud est un kabupaten de la province d'Aceh, située à la pointe ouest de l'île de Sumatra.
En 2023, sa population était de 236 933 habitants.